# Perognathus alticola
Perognathus alticola és una espècie de rosegador de la família dels heteròmids. És endèmica del sud de Califòrnia (Estats Units), on viu a altituds d'entre 1.070 i 1.830 msnm. Es tracta d'un animal nocturn que s'alimenta de llavors i diversos tipus de matèria vegetal i animal. El seu hàbitat natural primari són les zones amb herba, males herbes o Pteridium que estan situades entre artemísies i altres matolls. Està amenaçada per la pertorbació del seu entorn per l'activitat humana.